# Джорджо Руміньяні
Джорджо Руміньяні (італ. Giorgio Rumignani; нар. 6 грудня 1939, Джемона-дель-Фріулі) — італійський футболіст, що грав на позиції півзахисника. По завершенні ігрової кар'єри — тренер.

## Ігрова кар'єра
У дорослому футболі дебютував 1956 року виступами за нижчоліговий «Портогруаро», в якій провів один сезон, взявши участь у 27 матчах чемпіонату.
Згодом з 1957 по 1963 рік грав у складі команд представників Серії B — «Марцотто Вальданьйо», «Самбенедеттезе» та «Козенца».
Згодом провів два сезони у третьоліговій «Сієні», після чого повернувся до Серії B, де захищав кольори «Пізи».
Завершував ігрову кар'єру у Серії C, де по два сезони відіграв за «Ареццо» і «Савону».

## Кар'єра тренера
Невдовзі після завершення кар'єри гравця у 1971 році отримав свою першу тренерську роботу, очоливши тренерський штаб команди клубу «Ліньяно» з четвертого дивізіону. Згодом тренував ще декілька команд третього-четвертого дивізіону, доки 1978 року не отримав запрошення попрацювати з друголіговим «Варезе».
Протягом більшої частини 1980-х знову працював у третій та четвертій за силою футбольних лігах Італії. За цей період двічі поспіль приводив свої команди до перемог у Серії C2, четвертому італійському дивізіоні, — 1986 року «Терамо», а наступного року «Франкавіллу».
1987 року повернувся до Серії B, очоливши «Барлетту». Утім вже за рік знову став тренером третьолігової команди, «Палермо».
Протягом наступних двох десятиліть встиг змінити понад півтора десятки команд, проте особливих успіхів із жодною з них не досяг. Найвищим тренерським досягненням стала перемога у розіграші Серії C1 сезону 1995/96 на чолі «Равенни».
Останнім місцем тренерської роботи був клуб «Тревізо», головним тренером команди якого Джорджо Руміньяні був з 2009 по 2010 рік.

## Статистика виступів

### Статистика клубних виступів
| Сезон                           | Команда                         | Чемпіонат                       | Чемпіонат | Чемпіонат |
| Сезон                           | Команда                         | Ліга                            | Ігор      | Голів     |
| ------------------------------- | ------------------------------- | ------------------------------- | --------- | --------- |
| 1956–57                         | «Портогруаро»                   | IV                              | 27        | 2         |
| 1957–58                         | «Марцотто Вальданьйо»           | B                               | 2         | 0         |
| 1958–59                         | «Марцотто Вальданьйо»           | B                               | 16        | 0         |
| 1959–60                         | «Марцотто Вальданьйо»           | B                               | 25        | 6         |
| Усього за «Марцотто Вальданьйо» | Усього за «Марцотто Вальданьйо» | Усього за «Марцотто Вальданьйо» | 43        | 6         |
| 1960–61                         | «Самбенедеттезе»                | B                               | 33        | 3         |
| 1961–62                         | «Самбенедеттезе»                | B                               | 20        | 1         |
| Усього за «Самбенедеттезе»      | Усього за «Самбенедеттезе»      | Усього за «Самбенедеттезе»      | 53        | 4         |
| 1962–63                         | «Козенца»                       | B                               | 31        | 2         |
| 1963–64                         | «Сієна»                         | C                               | 26        | 1         |
| 1964–65                         | «Сієна»                         | C                               | 23        | 0         |
| Усього за «Сієну»               | Усього за «Сієну»               | Усього за «Сієну»               | 49        | 1         |
| 1965–66                         | «Піза»                          | B                               | 32        | 0         |
| 1966–67                         | «Піза»                          | B                               | 36        | 0         |
| Усього за «Пізу»                | Усього за «Пізу»                | Усього за «Пізу»                | 68        | 0         |
| 1967–68                         | «Ареццо»                        | C                               | 35        | 0         |
| 1968–69                         | «Ареццо»                        | C                               | 35        | 0         |
| Усього за «Ареццо»              | Усього за «Ареццо»              | Усього за «Ареццо»              | 70        | 0         |
| 1969–70                         | «Савона»                        | C                               | 25        | 0         |
| 1970–71                         | «Савона»                        | C                               | 23        | 1         |
| Усього за «Савоне»              | Усього за «Савоне»              | Усього за «Савоне»              | 48        | 1         |
| Усього за кар'єру               | Усього за кар'єру               | Усього за кар'єру               | 389       | 16        |